# Folkkriget
Folkkriget var en makterövringstaktik som ursprungligen grundades av Mao Zedong. Taktiken går ut på att upparbeta ett stort lokalt stöd för en rörelse som sedan tar till vapen mot regeringen, och kämpa med begränsade resurser mot en övermäktig fiende men bara utkämpa strider som kan vinnas för att sedan försvinna in bland folket. I Vietnamkriget utförde FNL folkkrigstaktik mot USA och deras allierade. Även maoisterna i Nepal utförde folkkrigstaktiker under inbördeskriget.